# Paul Chocque
Paul Chocque, född 14 juli 1910 i Meudon, död 4 september 1949 i Paris, var en fransk tävlingscyklist.
Chocque blev olympisk silvermedaljör i lagförföljelse vid sommarspelen 1932 i Los Angeles.